# Delhaize
Pour les articles homonymes, voir Delhaize (homonymie).

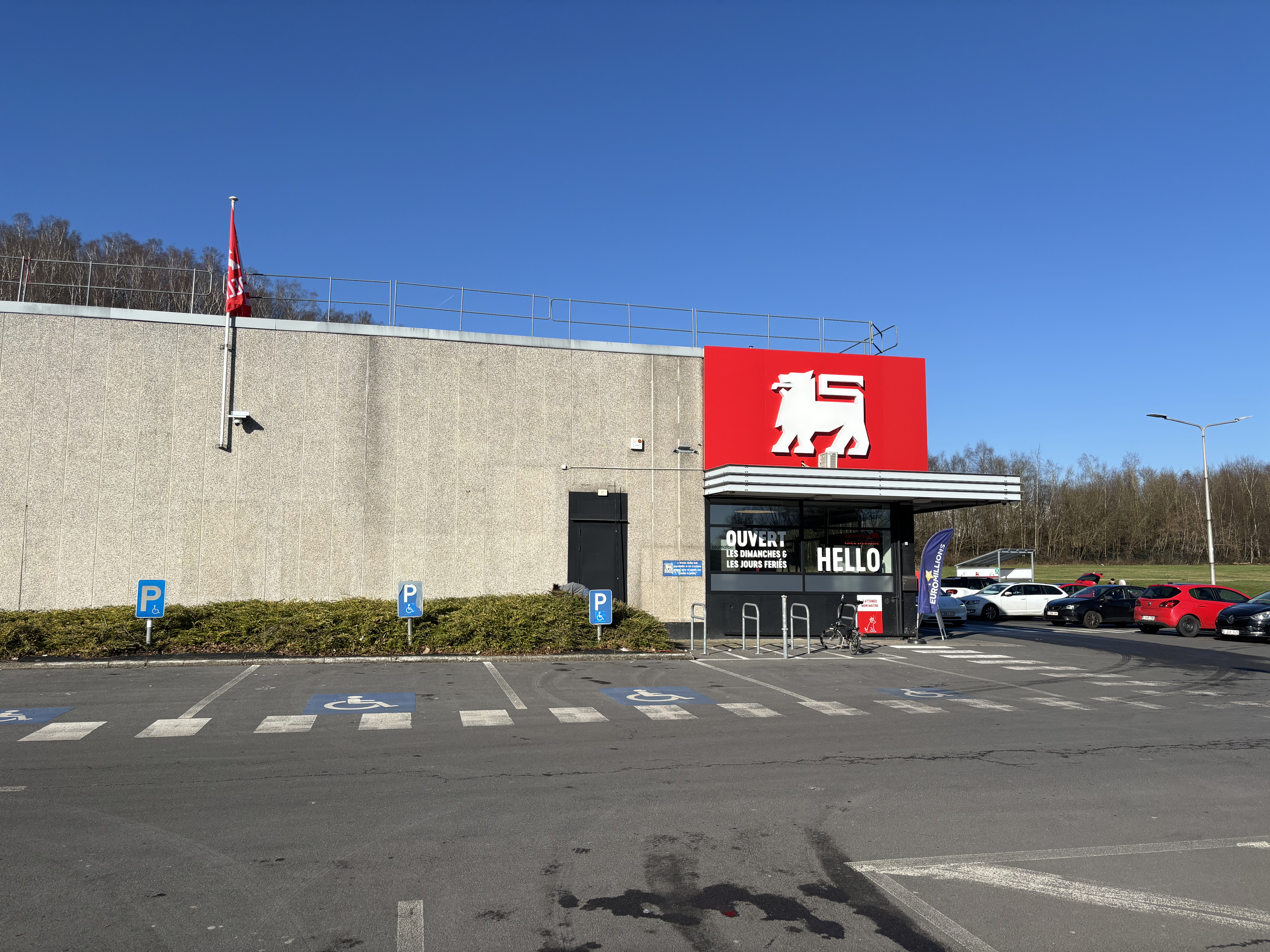
Le Delhaize de Morlanwelz, en février 2025.

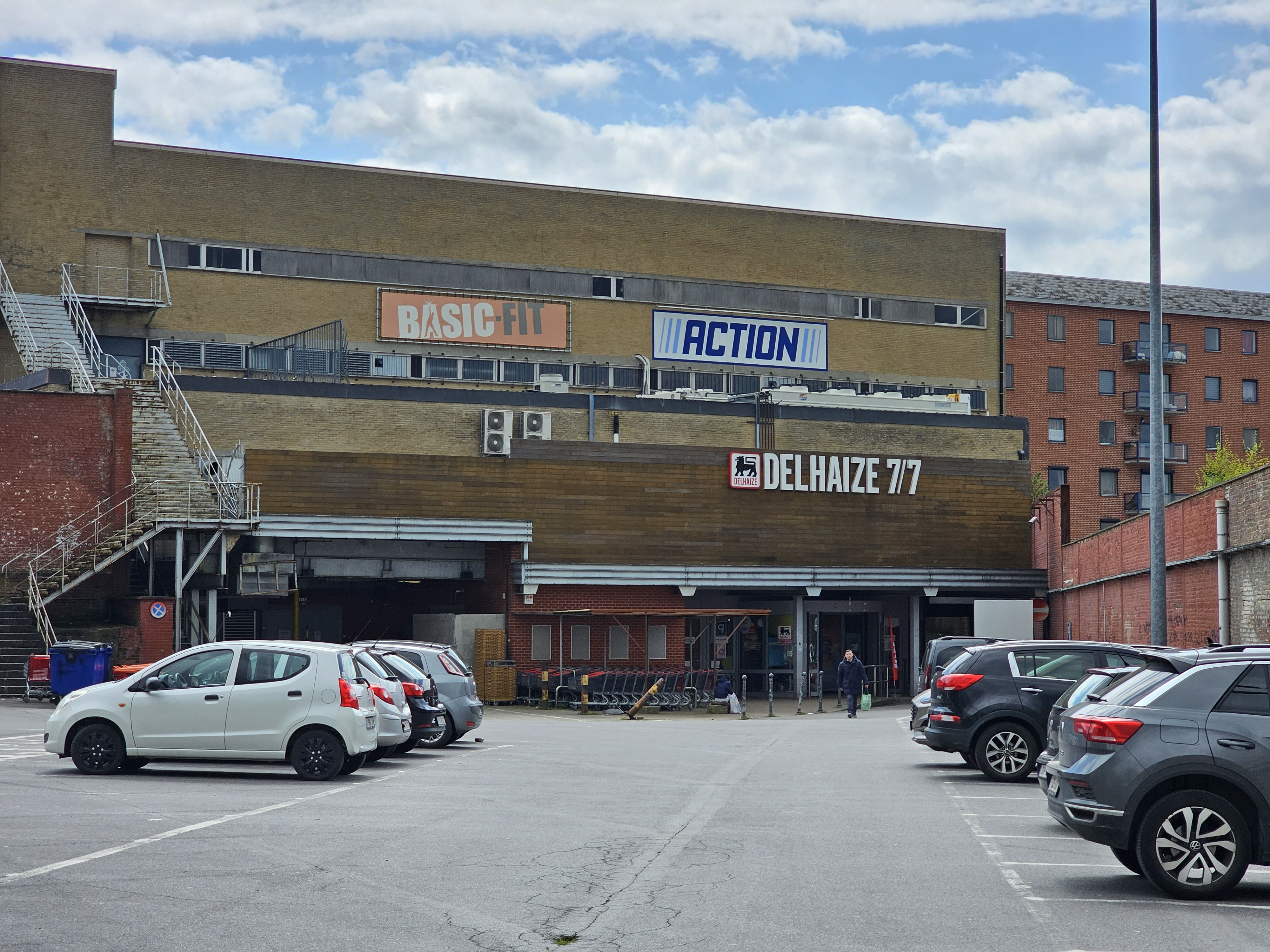
Entrée d'un AD Delhaize à La Louvière.

Delhaize est une enseigne de supermarchés belge créée en 1867 par Jules et Auguste Delhaize, appartenant au groupe Ahold Delhaize. La société mère exploite des magasins Delhaize en Europe, en Asie et aux États-Unis.

## Histoire

### Débuts
L'entreprise fut créée, avec un magasin en 1867 à Ransart, par les frères Jules et Auguste Delhaize sous le nom « Delhaize Frères et Cie », avec l'emblème d'un lion. D'autres magasins ouvrent très vite[Quand ?] à Marchienne-au-Pont, La Louvière, Mons, Namur, Huy et Châtelet.
En raison de la réussite de la chaîne, Delhaize emménage à Molenbeek-Saint-Jean (Bruxelles) en 1871 pour faciliter la distribution de ses produits. En 1870, leur frère Louis lance sa propre entreprise sous le nom « Louis Delhaize » mais il limita son marché au Hainaut.

### Histoire récente
En 1957, Delhaize ouvrit à Ixelles, Place Flagey, le premier supermarché en libre-service d'Europe. Depuis les années 1970, le groupe Delhaize est actif aux États-Unis et en Asie.
Dans les années 1980, en 1983 et 1985, six magasins Delhaize ont été à quatre reprises la cible de faits d'une grande violence, les tueries du Brabant, ces attaques contre des personnes présentes dans et/ou aux alentours de magasins de Delhaize, ont entraîné la mort de 17 personnes.
En 2014, Delhaize Belgique annonce un 'plan de transformation' qui devrait toucher, en trois ans, 2 500 emplois sur un total de 14 878 collaborateurs (dont 900 cadres et 2 500 ouvriers non-concernés par cette mesure). Pas moins de 14 points de vente propres non-rentables fermeront leurs portes.
En juin 2015, Delhaize annonce son mariage avec le groupe néerlandais Ahold pour devenir « Ahold-Delhaize group ».
En 2020 le groupe décide de déplacer son siège social de Molenbeek-Saint-Jean (commune bruxelloise), à Asse.
En 2020, comme son concurrent Carrefour, Delhaize a décidé de supprimer les emballages en plastique au niveau de ses caisses[style à revoir].
En 2023, un projet de franchisation de l'ensemble des magasins Delhaize est en cours d'exécution, ce qui induit un important conflit social.
Le 13 janvier 2025, Delhaize annonce la reprise des 325 magasins Louis Delhaize.

## Produits

### Marques
- la marque Delhaize, la marque de distributeur principale
- Delhaize 365, produits de base principalement alimentaires discount
- Delhaize Bio, produits biologiques
- Delhaize Care, produits non-alimentaires de soin et beauté
- Delhaize Eco, produits non-alimentaires écologiques
- Delhaize Taste of Inspirations, produits d'alimentation « supérieurs ».

## Implantations
En Belgique, la chaîne est présente en Région wallonne, flamande et de Bruxelles-Capitale. En 2005, on trouve 730 magasins et en 2012, plus de 800 magasins en Belgique :
- Delhaize ;
- AD Delhaize ;
- Proxy Delhaize ;
- City Delhaize (transformés en Proxy Delhaize en 2012[8]) ;
- Shop & Go Delhaize ;
- Albert Heijn ;
- Delhaize Fresh Atelier (abandonné en 2020) ;
- Red Market (abandonné en 2016[9]).

Au Luxembourg avec 11 magasins fin mars 2023.  

## Indicateurs clés

### Données financières
Environ 144 000 membres du personnel travaillent chez Delhaize dans le monde dont 16 000 en Belgique soit 11,1 %. Delhaize a un chiffre d'affaires mondial de 18,8 milliards d'€, dont 3,7 en Belgique soit 19,6 %.